# خالد بن برمك
خالد بن بَرْمَك ( 90 - 163 هـ / 709 - 780 م ) هو أبو البرامكة، وأول من تمكن منهم في دولة بني العباس.

## سيرته
هو الوزير العباسي أبو العباس، جد الوزير جعفر بن الوزير يحيى البرمكي. قال الصولي: كان يتهم بدين المجوس، وكان يختلف إلى محمد بن علي الإمام، ثم إلى ابنه إبراهيم الإمام . وقال ابن عساكر: وزر خالد للسفاح بعد أبو سلمة الخلال، حكى عنه ابنه يحيى، ثم إنه وزر للمنصور سنة وأشهرا، ثم ولاه إمرة بلاد فارس، واستوزر بعده أبا أيوب المورياني. قال الذهبي: كان هذا الإنسان من أفراد الرجال رئاسة ودهاء وحزما، وخلفه في ذلك أولاده.
يقول الكاتب زكي نجيب محمود في كتابه "المعقول واللامعقول" كان خالد بن برمك بين من شاورهم أبو جعفر المنصور (ثاني خلفاء الدولة العباسية) في بناء بغداد، وقيل إنه هو الذي خَطَّها، فاستشاره في نقض إيوان كسرى واستخدم نقضه في بناء المدينة الجديدة، فأجابة خالد (وهو فارسي ينتمي إلي البلد الذي كان ينتسب إليه الإيوان المراد هدمه) أجابة خالد: لا أرى ذلك، لأنه عَلَم من أعلام الإسلام، يستدل به الناظر على أنه لم يكن لُيزالَ مثل أصحابه عنه بأمر دنيا، وإنما هو على أمر دين، ومع هذا ففيه مصلَّى على بن أبي طالب، قال المنصور: لا، أبيتَ يا خالد إلا الميل إلي آصحابك العجم! وأمر بنقض القصر الأبيض، فنقضت ناحية منه وحُمل نقضه، فوُجد أن نفقات الهدم ونقل الأنقاض أكثر مما لو بُني البناء الجديد بالحديد! فدعا المنصور خالد بن برمك ليعلمه بذلك، فقال خالد: يا أمير المؤمنين، فقد كنت ارى أن لا تفعل، فأما إذ فعلتَ فإنني أرى أن تهدم، لئلا يقال إنك عجزت عن هدم ما بناه غيرك! لكن المنصور اعرض عن الهدم." وأضاف محمود أنه أحس في خالد من رنّة الفخر بأصله الفارسيّ، والشماتة بعجز الجديد وتقصيره عن مجد آبائه.